# Vem och vad

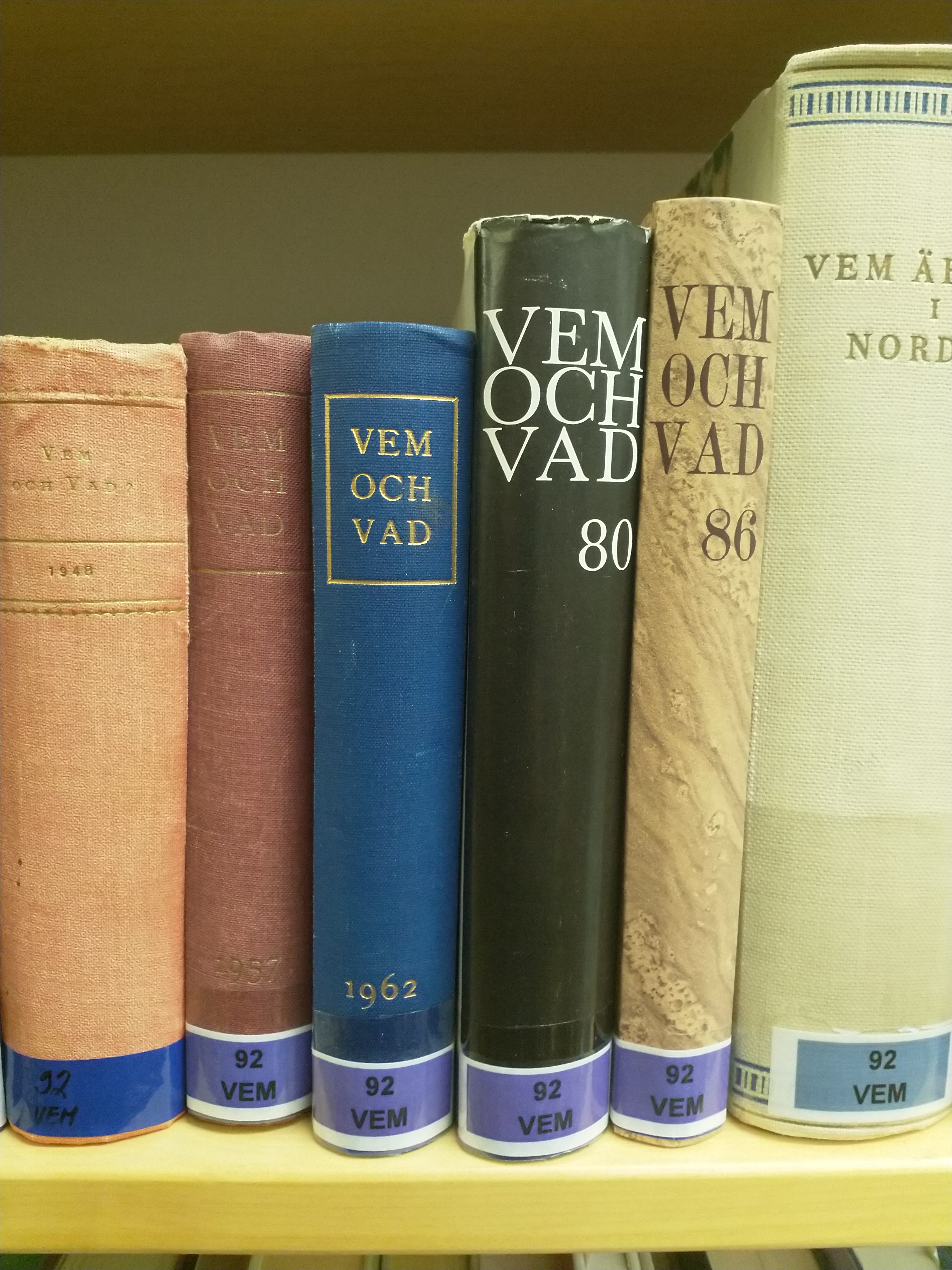
Mehrere Ausgaben von Vem och vad in einem Bücherregal in der Bibliothek der Universität Ostfinnland

Vem och vad, bis 1992 Vem och vad? (schwedisch „Wer und was(?)“) ist ein biographisches Nachschlagewerk für Svenskfinland, das zwischen 1920 und 2010 insgesamt 19 mal beim Verlag Schildts in Helsingfors (finnisch Helsinki) erschien. Das Werk hatte insgesamt neun verschiedene Herausgeber, darunter zwei Frauen – die Schriftstellerin Ingegerd Lundén Cronström und die Historikerin Gull Schalin. Der erste Herausgeber war der Journalist H. R. Söderström.

## Geschichte
Der Veröffentlichung der ersten Ausgabe 1920 ging ein Preisausschreiben des Verlages zum Titel voraus. Gewinner des Preises war der Vorschlag Vem och vad? von Runar Schildt – der zu dieser Zeit bei seinem Cousin, dem Verleger Holger Schildt arbeitete.
Die auf Schwedisch erschienene Personalenzyklopädie über prominente Personen in Finnland hatte zum Ziel: „Leben und Werk verschiedener prominenter Finnländer pietätsvoll widerzuspiegeln: sowohl ältere als auch jüngere“ (att pietetsfullt återspegla olika synliga finländares liv och verk i samhället: äldre såväl som yngre).  Vorbild war der britische Who's who (seit 1897 bei Bloomsbury Publishing). Ein inhaltlich entsprechendes Nachschlagewerk für Finnland auf Finnisch ist Kuka kukin on (seit 2009 bei Otava) und auf Schwedisch für Schweden Vem är det (1912–2001 bei Norstedts förlag). Die biographischen Einträge entsprechen den Angaben, die von den beschriebenen Personen selber gemacht wurden. Personen, die keine Auskunft gegeben haben, sind nicht aufgenommen. Die letzten Auflagen enthielten auf etwa 900 Seiten gut 3.700 biographische Artikel, vorwiegend – aber nicht ausschließlich – über Finnlandschweden. Sehr gut repräsentiert sind Wissenschaftler und Kulturschaffende, und auch viele Politiker sind beschrieben. Jedoch sind relativ wenige Personen aus der Unterhaltungsbranche aufgenommen.
Untertitel der ersten Ausgabe von 1920 war „Nachschlagewerk über heutige Finnländer“ (Uppslagsbok över samtida finländare), danach „Biographisches Handbuch“ (Biografisk handbok). Bis 1992 hatte der Buchtitel ein Fragezeichen, danach wurde der Titel mit Fragezeichen nur noch auf dem Vorsatzblatt gedruckt. Beilagen enthielten Verzeichnisse über Personen, die am Werk mitgewirkt hatten und seit der jeweils vorherigen Ausgaben verstorben waren. Außerdem enthielten die Beilagen ein Abkürzungsverzeichnis sowie – seit der Auflage 1996 – einen in die geraden Jahre 95, 90, 85, 80, 75, 70, 60 och 50 eingeteilten Geburtstagskalender.
Die Arbeit an dem Nachschlagewerk wurde mit der letzten Ausgabe 2010 – im Zusammenhang mit der Fusion der zwei Verlage Schildts und Söderströms & Co zu Schildts & Söderströms zwischen 2011 und 2012.

## Ausgaben und Herausgeber
1. 1920 H. R. Söderström
2. 1926 H. R. Söderström
3. 1931 H. R. Söderström
4. 1936 H. R. Söderström
5. 1941 J. O. Tallqvist, H. R. Söderström
6. 1948 J. O. Tallqvist, Ola Zweygbergk
7. 1957 Torsten Aminoff
8. 1962 Ingegerd Lundén Cronström
9. 1967 Ingegerd Lundén Cronström
10. 1970 Ingegerd Lundén Cronström
11. 1975 Henrik Ekberg
12. 1980 Henrik Ekberg
13. 1986 Gull Schalin
14. 1992 Henrik Ekberg
15. 1996 Henrik Ekberg
16. 2000 Henrik Ekberg
17. 2004 Thomas Westerbom
18. 2008 Johan Lindberg
19. 2010 Johan Lindberg